# ハマノパレード
ハマノパレード（欧字名:Hamano Parade、1969年3月18日 - 1973年6月24日（もしくは6月25日）は、日本の競走馬。
1973年の宝塚記念優勝馬である。

## 経歴

### デビュー前
1969年、北海道静内町のへいはた牧場に生まれる。同場は兵庫県神戸市の宝石商・田島政雄が、かつて坂口正二厩舎の厩務員であった幣旗力を場長に据え1965年に創設した新興牧場であった。牧場時代は1周400メートル程度の小さな馬場で猟犬のポインターに追われるという育成調教を積まれていた。
競走年齢に達し、田島の所有馬（名義は「（株）ホースタジマ」）として、坂口正二厩舎に入厩。体高143cmという小柄で華奢な馬であったが、入厩当初から調教で軽快な動きを見せ、その素質はデビュー前から高く評価されていた。一方で非常に気性が激しく、日常の世話にも手こずるほどの悍馬であった。このため、癖馬扱いの名人として知られた引退厩務員の田原豊蔵を招き、とくに許可を得てハマノパレード専属の担当者とした。しかし調教においては変わらず悍性がきつく、まともな調教はできなかったという。

### 競走馬時代
1971年10月16日に初戦を迎える予定であったが、骨膜炎で直前に出走を取り消す。態勢を立て直したあと、翌月にデビューを迎えたが、満足な調教をしておらず、また馬体も幼かったため、初勝利までには年を跨いでの4戦を要した。しかしこのころより成長が見え始め、2月までに特別戦で2勝を挙げ、クラシックへ出走可能な賞金を上積みした。しかし皐月賞への前哨戦・毎日杯では9着と精彩を欠く。さらに休みなく出走を続けていたことにより、京都4歳特別出走時には430kgあった馬体重が410kgまで減少しており、3着に終わった。陣営はまだクラシック出走のレベルにないと判断し、クラシックを断念。ハマノパレードは長期の休養に入った。
10月に復帰。休養で馬体が充実、また田原ら陣営の努力で気性面でも良化を見ており、復帰初戦から700万下条件戦、オープン戦を連勝。勢いに乗り、天皇賞・秋優勝馬ヤマニンウエーブ参戦の阪神大賞典にも優勝し、重賞初勝利を挙げた。翌1972年、初戦の日経新春杯は重馬場に脚を取られて、6着となる。
2月に主戦騎手であった吉岡八郎が騎手を引退したことから、次走の京都記念（春）から新たな鞍上に田島良保を迎えた。この競走で、菊花賞優勝馬ニホンピロムーテーを退け重賞2勝目を挙げる。続く二走を僅差の2着として、天皇賞（春）に出走。ピークの状態で臨み、当日は5番人気に支持された。レースでは緩やかなペースで逃げながらレースを進めたが、要所の最終コーナーでタイテエムと接触して大きく躓き、8着に終わった。後に田島は「相手は大きな馬で、脚も向こうが引っ掛けたのでダメージがなく、勝ちましたね」と語っている。
次走は宝塚記念に出走。得意の中距離戦ながら4番人気に推される。スタートからハイペースで後続を引き離して逃げ、直線では2番手につけたタイテエムに馬体を併せられるも、クビ差振り切り先頭で入線、芝2200mの日本レコードを更新するタイムで優勝した。田島は「それでもまだぎりぎりではない、一種余裕がありました。会心のレースでした」と回想。またこの時の騎乗から、関西テレビのアナウンサー・杉本清が田島の異名「必殺仕掛人」を考案。杉本自身が使用して、後に定着する異名「必殺仕事人」のもととなった。

#### 高松宮杯 - 死亡
続いて6月24日、高松宮杯に2番人気で出走。このレースでも1番人気の天皇賞馬・ベルワイドを相手に、宝塚記念と同様のレース運びで先頭を進んでいた。そのまま最後の直線に入り、2番手のタケデンバードを突き放したが、残り200メートルの地点で芝に脚をとられて前のめりに転倒、競走を中止した。ハマノパレードは左第一関節脱臼および左第一指節種子骨粉砕骨折を発症しており、競走後に予後不良の診断が下された。同日、高松宮杯が行われた中京競馬場で安楽死と伝えられた。
ただし死については異論が存在する。同日安楽死説は、この項において、アスペクトが1999年に出版した『サラブレッド101頭の死に方』に拠ったが、スポーツニッポンの船曳彦丞は、翌25日に名古屋市の食肉検査場に移動した後に殺処分され、食肉となったと主張している。船曳が記した1973年7月5日『スポーツニッポン大阪版』5面によれば、名古屋食肉卸売業組合事務員が「めずらしく馬1頭を落としました。（中略）やさしそうな顔をした栗毛の馬」と証言。さらに「栗毛の馬」の肉を同日中に「シャムネコ組合などがエサ用として買い取っていった」という証言から、船曳は「栗毛の馬」がハマノパレードであると連想、そのうえで「ハマノパレードは屠殺され、食肉となった」という論理を展開した。また青木幸三は、船曳の主張を「事実」「実話」であると捉えたうえで、同25日の食肉市場の掲示板に「さくら肉『本日絞め』・400キログラム」という表示があったと紹介している。しかし船曳や青木は、屠殺場でハマノパレードを処分したことについては言及していても、「栗毛の馬」や「本日絞め」のさくら肉が、ハマノパレードであるという直接的な言及はしていない。以下のような記述に留めている。

## 競走成績
以下の内容は、『サラブレッド101頭の死に方』283頁の情報に基づく。
| 年月日 | 年月日 | 年月日 |      | レース名       | 人気 | 着順 | 距離（状態）  | タイム  | 騎手     | 斤量 | 勝ち馬/（2着馬）       | 馬体重 |
| 1971   | 10.    | 16     | 京都 | 新馬           |      | 取消 | 芝1200m（稍） |         | 吉岡八郎 | 52   | シャダイソレラ         |        |
|        | 11.    | 14     | 京都 | 新馬           | 3    | 4着  | 芝1200m（良） | 01:13.6 | 吉岡八郎 | 53   | シュンサクオーザ       | 428    |
|        | 11.    | 27     | 京都 | 新馬           | 4    | 2着  | 芝1200m（良） | 01:12.2 | 吉岡八郎 | 53   | リュウボーイ           | 420    |
|        | 12.    | 18     | 阪神 | 未出未勝       | 1    | 3着  | 芝1400m（良） | 01:24.4 | 吉岡八郎 | 53   | ミルフォードオー       | 426    |
| 1972   | 01.    | 04     | 京都 | 未出未勝       | 1    | 1着  | ダ1400m（重） | 01:27.6 | 吉岡八郎 | 54   | （ニホンピロエミー）   | 422    |
|        | 01.    | 22     | 京都 | 白梅賞         | 2    | 1着  | 芝1600m（稍） | 01:40.7 | 吉岡八郎 | 54   | （ニッセキタリヤー）   | 418    |
|        | 02.    | 23     | 京都 | 飛梅賞         | 3    | 3着  | 芝1600m（重） | 01:42.9 | 吉岡八郎 | 54   | ニッセキタリヤー       | 418    |
|        | 02.    | 27     | 阪神 | 春蘭賞         | 2    | 1着  | 芝1600m（不） | 01:41.4 | 吉岡八郎 | 54   | （ヤマニンホメロス）   | 420    |
|        | 03.    | 19     | 阪神 | 4歳ステークス  | 2    | 3着  | 芝1900m（稍） | 02:00.1 | 吉岡八郎 | 54   | ユーモンド             | 414    |
|        | 04.    | 09     | 阪神 | 毎日杯         | 4    | 9着  | 芝2000m（不） | 02:13.5 | 松本善登 | 55   | ユーモンド             | 412    |
|        | 05.    | 05     | 京都 | 京都4歳特別    | 5    | 3着  | 芝2000m（重） | 02:08.3 | 吉岡八郎 | 55   | マサイチモンジ         | 410    |
|        | 10.    | 28     | 京都 | 700万下        | 2    | 1着  | 芝1900m（稍） | 01:57.8 | 吉岡八郎 | 54   | （ヒデツカサ）         | 424    |
|        | 11.    | 25     | 京都 | オープン       | 1    | 1着  | 芝1600m（稍） | 01:37.4 | 吉岡八郎 | 54   | （ダテテンリュウ）     | 420    |
|        | 12.    | 24     | 阪神 | 阪神大賞典     | 5    | 1着  | 芝3100m（不） | 03:27.7 | 吉岡八郎 | 52   | （ヤマニンウェーブ）   | 434    |
| 1973   | 01.    | 21     | 京都 | 日本経済新春杯 | 1    | 6着  | 芝2400m（重） | 02:34.2 | 吉岡八郎 | 55   | ユーモンド             | 432    |
|        | 02.    | 11     | 京都 | 京都記念（春） | 1    | 1着  | 芝2400m（稍） | 02:28.6 | 田島良保 | 55   | （ニホンピロムーテー） | 434    |
|        | 03.    | 11     | 阪神 | 大阪杯         | 2    | 2着  | 芝2000m（良） | 02:02.7 | 田島良保 | 57   | ニホンピロムーテー     | 434    |
|        | 04.    | 08     | 阪神 | オープン       | 1    | 2着  | 芝2000m（良） | 02:01.7 | 押田年郎 | 57   | メトロオーカン         | 432    |
|        | 04.    | 29     | 京都 | 天皇賞（春）   | 5    | 8着  | 芝3200m（良） | 03:26.2 | 田島良保 | 58   | タイテエム             | 432    |
|        | 06.    | 03     | 阪神 | 宝塚記念       | 4    | 1着  | 芝2200m（良） | R2:12.7 | 田島良保 | 55   | （タイテエム）         | 432    |
|        | 06.    | 24     | 中京 | 高松宮杯       | 2    | 中止 | 芝2000m（良） |         | 田島良保 | 55   | タケデンバード         | 432    |

- Rはレコードタイムを示す。

## 競走馬としての特徴・評価
田島良保は、1999年に雑誌『Number』が行ったアンケートの中で、本馬を評して「馬体のバランスが素晴らしく、仕掛けたときの反応の鋭さは今でも覚えている」と語り、自身が騎乗した内の最強馬として挙げている。田島は気性の激しいハマノパレードへの対策として、仕掛け所まで馬が力まないよう、「気取った感じでフワァーッと」騎乗し、また普通とは異なる手綱の持ち方をしていたという。一方で、「もしあの馬が生まれながらの優等生だったら、あそこまで勝ち上がってはいなかったと思う」とも語り、「僕に似ていたと言えるかも知れない」としている。田島がハマノパレードで見せた騎乗感覚は、その弟弟子である田原成貴に大きな影響を与え、田原の騎乗感覚の原点ともなった。

## 血統表
| ハマノパレードの血統(オーエンテューダー系 / Pharos、Fairway:4×4=12.50％ Gainsborough:4×5=9.38% Grand Parade:5×5=6.25％) | ハマノパレードの血統(オーエンテューダー系 / Pharos、Fairway:4×4=12.50％ Gainsborough:4×5=9.38% Grand Parade:5×5=6.25％) | ハマノパレードの血統(オーエンテューダー系 / Pharos、Fairway:4×4=12.50％ Gainsborough:4×5=9.38% Grand Parade:5×5=6.25％) | （血統表の出典）             | （血統表の出典）  |
| 父 *テューダーペリオッド Tudor Period 1957 栃栗毛                                                                       | 父の父Owen Tudor 1938 黒鹿毛                                                                                            | Hyperion | Gainsborough                 | Gainsborough      |
| 父 *テューダーペリオッド Tudor Period 1957 栃栗毛                                                                       | 父の父Owen Tudor 1938 黒鹿毛                                                                                            | Hyperion | Selene                       |                   |
| 父 *テューダーペリオッド Tudor Period 1957 栃栗毛                                                                       | 父の父Owen Tudor 1938 黒鹿毛                                                                                            | Mary Tudor | Pharos                       | Pharos            |
| 父 *テューダーペリオッド Tudor Period 1957 栃栗毛                                                                       | 父の父Owen Tudor 1938 黒鹿毛                                                                                            | Mary Tudor | Anna Bolena                  |                   |
| 父 *テューダーペリオッド Tudor Period 1957 栃栗毛                                                                       | 父の母Cornice 1944 鹿毛                                                                                                 | Epigram | Son-in-Law                   | Son-in-Law        |
| 父 *テューダーペリオッド Tudor Period 1957 栃栗毛                                                                       | 父の母Cornice 1944 鹿毛                                                                                                 | Epigram | Flying Sally                 |                   |
| 父 *テューダーペリオッド Tudor Period 1957 栃栗毛                                                                       | 父の母Cornice 1944 鹿毛                                                                                                 | Cordon | Coronach                     | Coronach          |
| 父 *テューダーペリオッド Tudor Period 1957 栃栗毛                                                                       | 父の母Cornice 1944 鹿毛                                                                                                 | Cordon | Miss Brenda                  |                   |
| 母 オイカゼ 1962 栗毛                                                                                                   | 母の父*ソロナウェー Solonaway 1946 鹿毛                                                                                 | Solferino | Fairway                      | Fairway           |
| 母 オイカゼ 1962 栗毛                                                                                                   | 母の父*ソロナウェー Solonaway 1946 鹿毛                                                                                 | Solferino | Sol Speranza                 |                   |
| 母 オイカゼ 1962 栗毛                                                                                                   | 母の父*ソロナウェー Solonaway 1946 鹿毛                                                                                 | Anyway | Grand Glacier                | Grand Glacier     |
| 母 オイカゼ 1962 栗毛                                                                                                   | 母の父*ソロナウェー Solonaway 1946 鹿毛                                                                                 | Anyway | The Widow Murphy             |                   |
| 母 オイカゼ 1962 栗毛                                                                                                   | 母の母ウンザン 1945 栗毛                                                                                                | クモハタ | *トウルヌソル                | *トウルヌソル     |
| 母 オイカゼ 1962 栗毛                                                                                                   | 母の母ウンザン 1945 栗毛                                                                                                | クモハタ | *星旗                        |                   |
| 母 オイカゼ 1962 栗毛                                                                                                   | 母の母ウンザン 1945 栗毛                                                                                                | 白玲 | *レヴューオーダー            | *レヴューオーダー |
| 母 オイカゼ 1962 栗毛                                                                                                   | 母の母ウンザン 1945 栗毛                                                                                                | 白玲 | 第三シルバーバツトンF-No.4-g |                   |

父はイギリスで4勝。1971年に種牡馬として日本に輸入され、本馬の他に菊花賞優勝馬ハシハーミット等を輩出している。母系はシルバーバットン系と呼ばれる名牝系であり、祖母ウンザンの弟にダイナナホウシュウ、その他の近親にウイザート等がいる。